# Tomentella fragilis
Tomentella fragilis är en svampart som först beskrevs av Bourdot & Galzin, och fick sitt nu gällande namn av M.J. Larsen 1974. Tomentella fragilis ingår i släktet Tomentella och familjen Thelephoraceae.   Inga underarter finns listade i Catalogue of Life.